# Michael Elsner
Michael Elsner (* 28. Juni 1964 in Leipzig) ist ein deutscher Politiker (PDS). Er war von 1990 bis 1994 Abgeordneter im Sächsischen Landtag.
Elsner besuchte von 1971 bis 1981 die Oberschule und absolvierte danach bis 1983 eine Lehre zum Baufacharbeiter. Im Anschluss arbeitete er bis 1986 als Anlagenfahrer. Er war FDJ-Sekretär und trat 1982 der SED bei. Von 1987 bis 1989 war er bei der NVA. Elsner war Vorsitzender der FDJ im Bezirk Leipzig und wurde im Oktober 1990 über die Landesliste der PDS in den sächsischen Landtag gewählt, dem er nur in der ersten Legislaturperiode angehörte. Er war ordentliches Mitglied im Haushalts- und Finanzausschuss.